# Konarzewo (See)
Konarzewo (auch Pogorzelickie Bagno; deutsch Kirchhagener See) ist ein Strandsee in der Gmina Rewal und gehört damit zum Powiat Gryficki in der polnischen Woiwodschaft Westpommern.

## Beschreibung

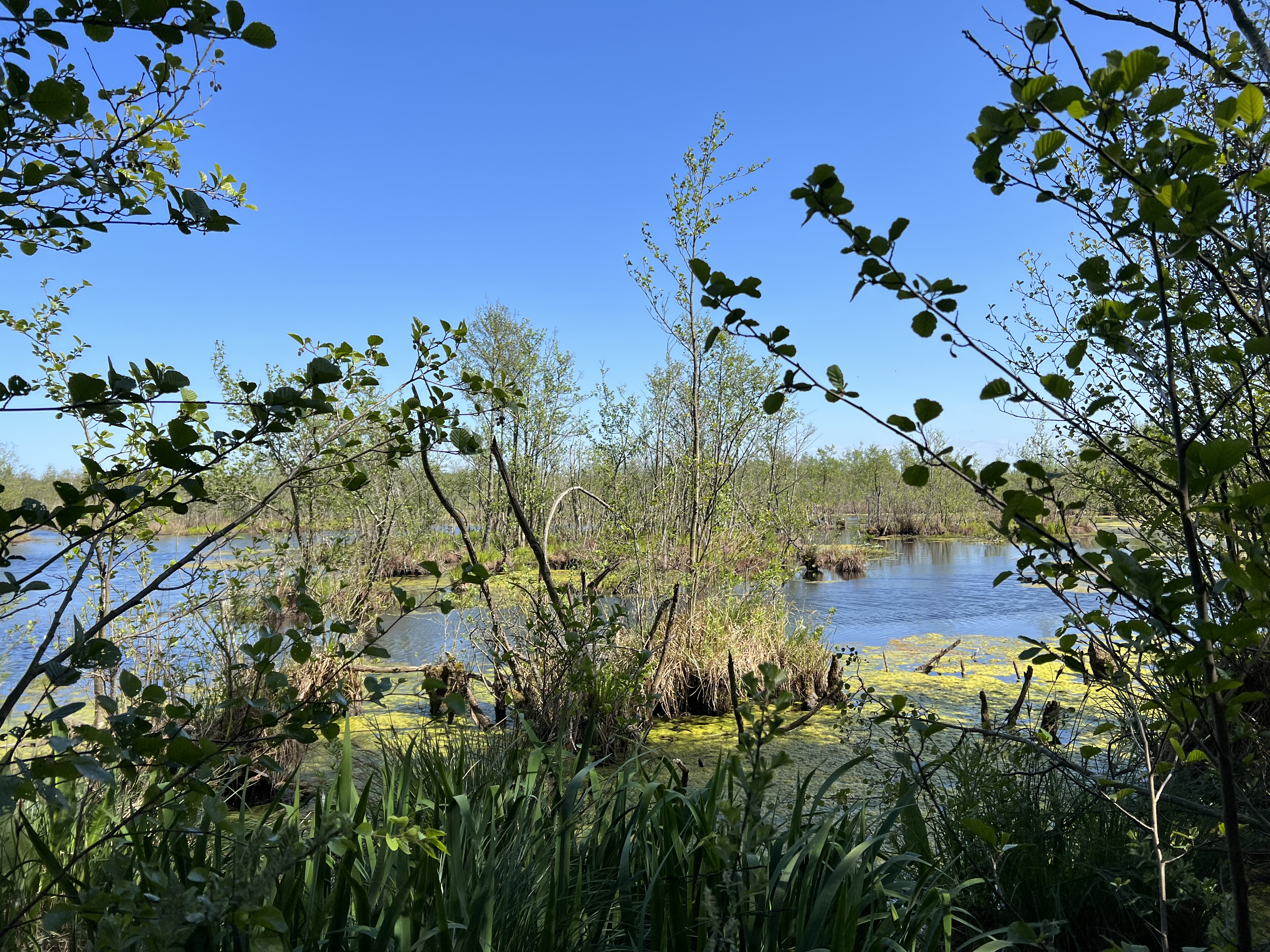
See vom schwer erreichbaren Westufer

Die Entstehung des Sees ist mit dem Schmelzen eines Toteisblocks nach der letzten Kaltzeit und den anschließenden holozänen Transformationen verbunden. Er war ursprünglich fast kreisrund mit einem Durchmesser von etwa einem Kilometer. Durch fortschreitende Verlandung hat die offene Wasserfläche die Form eines im Nordosten unterbrochenen Rings angenommen. Der Wasserspiegel des Sees befindet sich zwei Meter über Meeresniveau und seine größte Tiefe beträgt 2,5 Meter.
Der See befindet sich 8,5 km westnordwestlich von Trzebiatów und nur 1,3 km von der Ostsee entfernt. Das Nordufer des Sees grenzt an den Küstenwald Liwski Las mit alten Kiefern- und Eichenbeständen, in dem sich in 500 m Entfernung der 39 m hohe Berg Sowia Góra (deutsch Bunte-Berg) befindet. Am Südufer des Konarzewo erstrecken sich Wiesen, die über mehrere Kanäle in den See entwässern. Einziger Uferort des Sees ist Pogorzelica (deutsch Fischerkaten) im Westen. Der See ist im Osten über den Kanał Mrzeżyno II mit der Rega verbunden.

## Natur
Der See ist der Lebensraum einer in den letzten Jahren zunehmenden Zahl an  Wasservögeln, die wahrscheinlich aus dem Naturschutzgebiet Liwia Łuża (deutsch Horst-Eiersberger See) stammen. Man findet hier Wachteln, Kraniche, Graugänse, Löffelenten, Rothalstaucher und Waldwasserläufer.
Der See liegt in den Natura-2000-Gebieten „Wybrzeże Trzebiatowskie“ (PLB320010) und „Trzebiatowsko-Kołobrzeski Pas Nadmorski“ (PLH320017).